# Constand Viljoen
Constand Viljoen SSA SD SOE SM, južnoafriški general in politik, * 28. oktober 1933, Standerton, Južnoafriška unija, † 3. april 2020, Ohrigstad, Republika Južna Afrika.
Viljoen je bil načelnik Južnoafriške kopenske vojske (1976–1980) in načelnik Zveznih obrambnih sil (1980–1985). Delno je zaslužen za preprečitev oboroženega upora Afrikanerjev pred splošnimi volitvami leta 1994.

## Življenjepis
Leta 1955 je diplomiral iz vojaške znanosti na Univerzi v Pretorii in naslednje leto se je pridružil Južnoafriški kopenski vojski. Leta 1974 je postal generalni direktor operacij Generalštaba Južnoafriške kopenske vojske, nato pa je postal glavni štabni častnik načelnik Zveznih obrambnih sil. 
Leta 1976 je postal načelnik Južnoafriške kopenske vojske in leta 1980 pa še načelnik Zveznih obrambnih sil.
Viljoen je načrtoval bitko za Cassingo, prvem večjem zračnem desantu južnoafriških oboroženih sil. Kljub temu, da je bil v tem času načelnik celotne kopenske vojske, 
je bil prisoten na samem bojišču med bitko, zaradi česar si je pridobil spoštovanje kot frontni poveljnik.
Leta 1985 se je upokojil in se sprva posvetil kmetijstvu in poslovni dejavnosti.
Leta 1993 je skupaj z drugimi upokojenimi generali ustanovil Afrikaner Volksfront (Afrikanerska ljudska fronta), krovno organizacijo skrajnodesničarskih skupin. A Viljoen se je slabo razumel z voditelji drugih desničarskih stank.
Neposredno pred volitvami leta 1994 je Viljoen nadzoroval silo med 50 in 60.000 vojaško izurjenih pripadnikov, kateri bi lahko zavzeli večje predele države. Ta sila je bila vzpostavljena zaradi pričakovanja izbruha vojne s Umkhonto we Sizwe, vojaškega krila Afriškega ljudskega kongresa (ANC); vojna bi tako predstavljala zadnji poskus ohranitve interesov Afrikanerjev v republiki.
Marca 1994 je z več tisoč privrženci poskušal zaščititi vlado Lucasa Mangopeja v bantustanu Bophuthatswana pred ljudsko vstajo. Kljub temu da so zaradi njihovih rasističnih nazorov zaprosili člane Afrikanerskega odporniškega gibanja, so se člani tega gibanja tudi premaknili v Bophuthatswano, kjer so se spopadli z varnostnimi silami, katere pa je podpiral Viljoen.
Takoj po tem incidentu je Viljoen zapustil Volksfront in pričel s predvolilno kampanjo, nato pa je še soustanovil in postal vodja Svobodne fronte (Freedom Front), politične stranke, ki je zastopala konzervativne Afrikanerske interese. Njegova odločitev, da se udeleži volitev, naj bi tako preprečila oboroženo vstajo Afrikanerjev; ob njegovi politični upokojitvi se mu je ANC zahvalil za preprečitev prelivanja krvi.
To odločitev pa je bila vsaj deloma spodbujena s strani njegovega brata dvojčka, Abrahama (Braama) Viljoena, ki je bil protiapartheidski aktivist v času, ko je bil Constand vojaški poveljnik.
Kljub temu, da je bila njegova stranka v napetih odnosih z ANC, ker slednja ni izpolnila želje Afrikanerjev po ustanovitvi samostojne države (Volkstaat), je Viljoen ob upokojitvi Nelsona Mandele leta 1999 hvalil slednjega, pri čemer je svoj govor v parlamentu zaključil z maternim jezikom Mandele (kosa): Pojdi počivat. Pojdi počivat v senco drevesa pri tvojem domu.
Leta 2001 je Viljoen zapustil predsedniško mesto Svobodne fronte; zamenjal ga je Pieter Mulder in se upokojil iz politike, saj je bil sit delovanja v parlamentu, v katerem je dominiral ANC.

## Napredovanja
- drugi poročnik: 1954
- poročnik: 1956
- stotnik: 1959
- major: 1961
- Commandant: 1965
- polkovnik: 1968
- brigadir: 1971
- generalmajor: 1974
- generalporočnik: 1976
- general: 1980[3]